# Khuddaka-pátha
A Khuddaka-pátha (páli, magyarul Rövid szövegek; rövidítése "Khp") egy théraváda buddhistas szöveg, a Páli Kánon szuttagyűjteményei közül a Khuddaka-nikája első része. Ezt a kanonikus szövegrészletekből összeállított szöveget eredetileg kézikönyvnek szánhatták az új szerzetesek számára. Magyar fordítása elérhető online, a címe Rövid szövegek.

## Története
AKhuddaka-pátha nem szerepelt sem a kanonikus (Maddzshima és Dígha szövegeket recitáló szerzetesek szövegei), sem Buddhagósza kommentárjainak kínai fordításai között. Ebből arra lehet következtetni, hogy a Khuddaka-páṭha csak egészen későn nyert kanonikus státuszt a Tipitakában. Elképzelhető az is, hogy ez volt az egyik legkésőbbi hozzáadás a kánonhoz.
Egy kivételével az összes szöveg megtalálható a Páli Kánon valamely más részén. Egyedül a Nidhikanda (Khp 8. A kincs-halom beszéde) nem szerepel a kánonban, viszont szerepel az Abhidhamma-pitakában található Kathá-vatthu [Kv 351,18-21] című szövegben.) Emiatt gondolja úgy több tudós is, hogy ezt a szöveggyűjteményt az szerzetes növendékek (számanéra) részére hozták létre kanonikus szemelvényekből, illetve később ezért fogadták el ezt a szöveget is kanonikusnak, hiszen a benne szereplő szövegek eredetileg is a kánonból valók. AKhuddaka-páṭha szövegeket kevésbé szokták tanulmányozni a hagyományos théraváda országokban, azonban szerepel egy népszerű paritta gyűjteményben (Maha Pirit Potha), amely feltehetően a Khuddaka-páṭha szöveggel vagy annak elődével egyidős lehet.

## Tartalma
A gyüjtemény a következő 9 szöveget tartalmazza:
1. "A három menedék" (Szaranattajam)
2. "A tíz gyakorlási út" (Daszaszikkhapadam)
3. "A harminckét jellegzetesség" (Dvattimszákáram)[4]
4. "A fiú kérdései" (Kumarapanha)
5. "Az áldás beszéde" (Mangala-szutta)
6. "A drágaság beszéde" (Ratana-szutta)
7. "A falakon túl beszéde" (Tirokutta-szutta)
8. "A kincs-halom beszéde" (Nidhikanda-szutta)
9. "A szerető jóság beszéde" (Metta-szutta)

## Fordítások
- Tr R. C. Childers, in Journal of the Royal Asiatic Society, 1869
- Tr F. L. Woodward, in Some Sayings of the Buddha, 1925
- "The text of the minor sayings", in Minor Anthologies of the Pali Canon, volume I, tr C. A. F. Rhys Davids, 1931, Pali Text Society , Bristol
- "The minor readings", in 1 volume with "The illustrator of ultimate meaning", its commentary, tr Nanamoli, 1960, Pali Text Society, Bristol

## Külső hivatkozások
- "Khuddakapatha: The Short Passages", index of suttas from this collection on www.accesstoinsight.org.
- Complete Text and Translation